# Anytime You Need a Friend
"Anytime You Need a Friend" é uma canção da artista musical estadunidense Mariah Carey . A música foi escrita e produzida por Carey e Walter Afanasieff, para seu terceiro álbum de estúdio, Music Box (1993). Foi lançado em 31 de maio de 1994 pela Columbia Records, como o quinto e último single da obra. A música é influenciada por gêneros como pop, R&B e música gospel. Enquanto o álbum concentrava-se fortemente no pop e foi voltado para as rádios, "Anytime You Need a Friend" desviou-se da fórmula, terminando como a única música infundida no gospel dentro do Music Box. Liricamente, a protagonista da música diz a seu interesse amoroso que sempre que ele precisar de um amigo, ela estará lá incondicionalmente para ele. Em toda a ponte e clímax da música, os críticos notaram que as letras eram alteradas das de um amigo para as de um amante.
A música foi bem recebida pelos críticos de música contemporânea, muitos dos quais elogiaram o amplo alcance vocal de Carey, bem como a influência do gospel que eles sentiam estar ausente da maioria das faixas do Music Box. Além de sua aceitação crítica, a música alcançou fortes posições nas paradas mundiais e alcançou o número doze na Billboard Hot 100 dos EUA , mas se tornou seu primeiro single a perder os dez primeiros lugares. Além disso, alcançou o número cinco no Canadá e liderou as paradas de singles na Finlândia. A música alcançou uma posição entre os vinte primeiros na Austrália, França, Irlanda, Nova Zelândia, Reino Unido e Suíça.
Carey apresentou "Anytime You Need a Friend" ao vivo em vários talk shows televisivos e prêmios ao redor do mundo, incluindo o Late Show with David Letterman, o programa britânico de paradas musicais Top of the Pops e o programa de entretenimento alemão Wetten, dass..?. Além disso, a música serviu como um número final durante as duas primeira digressões de Carey, Music Box e Daydream World Tour, e foi destaque em seus álbuns de compilação, Greatest Hits (2001) e The Ballads (2008). Embora vários remixes tenham sido encomendados para a música, o remix do C+C Music Factory se tornou o mais notável, sendo produzido por David Cole e Robert Clivillés, da C+C Music Factory, tornou-se o primeiro remix de Carey para apresentá-la em créditos de produção.
O videoclipe da música foi filmado por Danielle Federici, em Nova York, no verão de 1994. O vídeo foi filmado em preto e branco e apresenta a primeira reforma na imagem de Carey, onde ela aparece com o cabelo alisado pela primeira vez na carreira dela. Além disso, o videoclipe mostra cenas de Carey cantando em um grande coro de igreja em um saguão, além de várias pessoas, desde uma criança pequena a um homem idoso, que estão sozinhos e deprimidos. À medida que o vídeo avança, a criança e o homem são amigos após breves interlúdios e orações a Deus. O remix de C+C Music Factory da música também apresenta seu próprio videoclipe, exibindo cenas dos bastidores de Carey e sua equipe se divertindo durante as filmagens do vídeo original.

## Antecedentes e gravação
Para seu terceiro trabalho de estúdio, a Columbia Records decidiu comercializar Carey de maneira semelhante à de sua estréia, fazendo-a produzir um álbum mais comercial e favorável ao rádio. Seus planos eram suavizar os vocais de Carey e suavizar a produção do álbum, deixando um disco pop mais contemporâneo. Concordando com a mudança, Carey e Afanasieff começaram a escrever e gravar material para seu terceiro trabalho de estúdio, Music Box (1993). Na primeira faixa do álbum "Dreamlover", Carey trabalhou com Dave Hall durante toda a produção da música. A fim de ajudar em alguns arranjos da música, Mottola recrutou a ajuda de Walter Afanasieff, que assumiu a faixa concluída e a transformou em um sucesso mais comercial. O Music Box recebeu resposta crítica mista de críticos contemporâneos, que sugeriram que, ao diminuir o bombardeio vocal de Carey, seu nível de energia diminuiu e sentiu que o álbum tinha uma "ausência de paixão". A única música que não estava sujeita às críticas comuns foi "Anytime You Need a Friend", que alguns chamaram de único vislumbre real do álbum dos registros vocais superiores de Carey, e um dos únicos momentos apaixonados e gospel do Music Box. Em uma entrevista, Carey descreveu que, embora o objetivo principal do álbum fosse ser mais comercial e favorável ao rádio que seu lançamento anterior, ela sentiu a necessidade de incluir pelo menos uma música que apresentasse um coro da igreja e traços da música que influenciavam seu crescimento ainda quando criança.

## Composição
"Anytime You Need a Friend" é uma música de tempo-médio com influencia dos gêneros pop, R&B e música gospel. De acordo com a partitura publicada no Musicnotes.com pela EMI Music Publishing, a canção está escrito na clave de Dó maior, enquanto a batida é definido na assinatura de tempo comum, que se move a um ritmo moderado de 83 batimentos por minuto. Possui uma sequência de Am/C–Bm7(no5)–E7/G♯–Am como sua progressão de acordes. Vocais de Carey na extensão canção ao longo de três oitavas, a partir da baixa nota de um E3 para a alta nota de um 6. A música foi escrita por Carey e Afanasieff, com produção dirigida pela dupla também. Após a ponte da música , um coro da igreja é apresentado e apresentado ao longo de seu coro e clímax finais. Os vocais de Carey estão em camadas sobre os vocais em estilo gospel no refrão final, após o que ela usa o registro de apito para fechar a música. As letras da música descrevem um relacionamento que a protagonista tem com outro indivíduo, dizendo a eles que sempre que precisarem de um amigo, ela estará lá incondicionalmente.
Ao longo da música, as letras aparentemente mostram a relação em evolução entre o casal. Carey canta Sempre que você precisar de um amigo / Eu estarei aqui / Você nunca estará sozinho de novo / Então não tema / Mesmo que você esteja a quilômetros de distância / Estou ao seu lado / Então você não estará sempre sozinho / o amor vai ficar bem, o que sugere uma amizade atual em que emoções ainda mais descobertas estão presentes. O autor Chris Nickson explica sobre a mudança da música no relacionamento, pois a letra muda para Se você acredita em mim / eu vou te amar eternamente / Pegue minha mão / Leve-me ao seu coração / Estarei lá para sempre, baby / Eu não vou deixar ir / nunca vou deixar ir. O protagonista está disposto a aceitar o relacionamento como apenas um amigo, mas diz ao parceiro que, independentemente dos sentimentos dele por ela, ele o ama e ainda deseja ser amado por ele, algo que nunca esquecerá ou "deixará ir".

## Recepção crítica
"Anytime You Need a Friend" foi geralmente bem recebido pelos críticos de música contemporânea, muitos dos quais elogiaram a influência do gospel na música, bem como o alcance vocal de Carey. Após a recepção mista do álbum, Music Box, "Anytime You Need a Friend" foi considerado um forte contraste com a influência pop do álbum. Os críticos concordaram que, ao diminuir o bombardeio vocal de Carey, o álbum sofreu devido à diminuição dos níveis de paixão e energia. A música, no entanto, foi considerada o único destaque do álbum, alterando fortemente a fórmula pop do Music Box. JD Considine do The Baltimore Sun escreveu "Onde outro cantor pode ter sido tentado a transformar "Anytime You Need a Friend" em um canto santificado, Carey e o produtor Walter Afanasieff usam as harmonias do gospel no refrão como contraste para o vocal da alma pop de Carey". Uma escritora do Portland Press Herald chamou a música de um dos "clássicos originais" de Carey, e sentiu que ela ganhou um lugar em seu álbum de compilação #1's, mesmo que não estivesse no topo da Billboard Hot 100. Em um artigo do Fort Worth Star-Telegram, um escritor comentou que o alcance vocal de Carey na música soa como se fosse de uma "dimensão destruidora de vidros" e elogiou sua incorporação do gênero gospel e do coro da igreja ao clímax da música. Christopher John Farley, da Time, descreveu a música como "com sabor evangélico" e escreveu ""Anytime You Need a Friend" demonstra o poder vocal de Carey, embora seja muito fugaz". Enquanto o chamava de "inegavelmente forte", David Browne, da Entertainment Weekly deu à música uma crítica mista, escrevendo ""Anytime You Need a Friend", com coros inflados pelo gospel, aparentemente com a intenção de demonstrar que Carey tem alma — o que ela não tem — mas eles são lindamente arranjados e servem como um bom contraponto aos próprios lapsos de Carey na ginástica vocal espetacular". Suraya Attas, do The Straits Times, descreveu a voz de Carey como rouca, e sentiu que "explorava seu alcance vocal ao máximo". Em 2003, o The Daily Record nomeou "Anytime You Need a Friend", uma das "Melhores músicas de dança do mundo". O crítico do USA Today, John T. Jones, chamou a música de "inspiradora", chamando-a de "o centro do álbum". "Anytime You Need a Friend" ganhou um BMI Pop Award e um ASCAP como Compositora do Ano em 1995.

## Desempenho comercial
"Anytime You Need a Friend" se tornou o primeiro dos singles de Carey a não alcançar os dez primeiros lugares na Billboard Hot 100 dos EUA. A música estreou no número 45 na parada e, eventualmente, alcançou o número 12, permanecendo no top 40 por 18 semanas e na parada por 21. Apesar disso, era popular nas rádios americanas e foi classificada como número quarenta e quatro na parada de fim de ano de 1994, dando a Carey três singles na metade superior do gráfico. Nas Hot Adult Contemporary Tracks de final do ano, terminou no número 21 e no número 39 no Hot Dance Music Club Play Singles de final de ano. No Canadá, a música estreou no número 82 no Canadian RPM Singles Chart durante a semana de 23 de maio de 1994. Sete semanas depois, a música atingiu seu pico de número cinco na parada de singles, passando três semanas consecutivas na posição e um total de 20 semanas na parada. Nas paradas de final de ano da RPM, "Anytime You Need a Friend" terminou no número 39. Na semana de 19 de junho de 1994 no Australian Singles Chart, a música entrou no número 48. Semanas depois, ascendeu à sua posição de pico no número 12, onde permaneceu por uma semana, e um total de 17 semanas flutuando dentro da parada de singles. "Anytime You Need a Friend" foi certificado em ouro pela Australian Recording Industry Association (ARIA), denotando vendas de mais de 35.000 unidades. Na parada holandesa do Top 40, "Anytime You Need a Friend" alcançou a posição número um na parada de singles.
Na França, o single entrou na parada no número 43 durante a semana de 29 de outubro de 1994. Depois de passar uma semana na posição de número 12, a música flutuou dentro da parada de singles por um total de 16 semanas. Na Alemanha e na Irlanda, "Anytime You Need a Friend" alcançou os números 31 e 16 em suas respectivas paradas de singles. Na parada de singles da Nova Zelândia de 26 de junho de 1994, a música entrou na parada no número nove. Depois de passar duas semanas em sua posição de número cinco, e um total de 14 semanas na parada de singles, a música foi certificada em ouro pela Recording Industry Association of New Zealand (RIANZ), denotando vendas de mais de 7.500 unidades. Na Suíça, "Anytime You Need a Friend" chegou ao número 15, no entanto, passou 17 semanas flutuando na parada de singles da Suíça. Na semana do UK Singles Chart de 18 de junho de 1994, a música estreou no número nove. Na semana seguinte, alcançou sua posição de pico no número oito, passando um total de dez semanas na parada de singles. Após uma apresentação ao vivo da música por Eoghan Quigg na quinta temporadas do show de talentos britânico The X Factor, "Anytime You Need a Friend", voltou à parada de singles no número 96 em 22 de novembro de 2008. Em 2010, a MTV estimou que as vendas da música no Reino Unido passam das 100.000 unidades.

## Remixes
"Anytime You Need a Friend" foi remixado por David Cole e Robert Clivillés do C+C Music Factory. Embora tenham sido criadas mais de quinze edições e mixagens estendidas, na maioria das vezes elas são baseadas no "C + C Club Mix". Outras variações, mixagens estendidas e edições incluem, entre outras, "All That and More Mix", "Dave's Empty Pass" e "Boriqua Tribe Mix". Cory Rooney e Mark Morales criaram um "Soul Convention Mix" e uma stringapella para a música. Devido ao grande número de remixes, dois maxi singles foram lançados nos EUA. Carey recebeu o crédito de co-produção tanto para as mixagens da C&C quanto para a Soul Convention / Stringapella, a primeira vez que ela produziu créditos nos remixes de suas músicas. Gregg Shapiro, do Windy City Times, elogiou o remix, escrevendo "a presença de cada um melhora o original. Eles têm algo novo a dizer; mesmo com as músicas que começaram como faixas de dança". Jose F. Promis deu ao remix do C+C duas e meia de cinco estrelas, escrevendo como o remix mostrou Carey "ficando bastante arenosa e cheia de terra". Ele concluiu sua crítica com "Foi um número de pista de dança de primeira linha e é um excelente exemplo de dance music do início a meados dos anos 90, sem mencionar ser um dos esforços mais atraentes, subestimados e esquecidos do cantor".

## Vídeos musicais

No escuro, Carey é vista cantando. Atrás dela, um coro, enfileirado em uma grande escada. Os críticos observaram as alusões a Deus e da religião no vídeo, em momentos como este em que uma oração a Deus é iminente

O videoclipe, dirigido por Danielle Federici, foi filmado no início do verão de 1994. Foi filmado em preto e branco, e apresenta Carey andando pelas ruas de Nova York, assistindo várias pessoas diferentes, variando de criança pequena a um homem idoso, solitário e precisando de um amigo. Além disso, além de várias cenas de Carey e um grande coro de igreja em uma grande antecâmara, o vídeo é conhecido como o primeiro vídeo em que Carey aparece com cabelos alisados. Ao longo de sua carreira até aquele momento, Carey exibiu cachos longos e ruivos. No entanto, o vídeo apresentou a primeira reforma de imagem de Carey, onde ela aparece com franja e cabelo liso. O vídeo começa com cenas de Carey andando por uma longa rua de Nova York, com a adição de close-ups do rosto de Carey. Enquanto ela olha pela estrada, ela testemunha uma menina pequena, sentada sozinha em um canto do beco, olhando para o céu. Quando o primeiro refrão começa, Carey entra em um grande hall de entrada, com um coro de canto negro no topo de uma grande escada. Durante o segundo verso, ela também testemunha um homem mais velho, sentado em uma varanda murcha.
Consecutivamente, durante a ponte da música, Carey observa como a mãe da criança a leva para um playground próximo, onde seus amigos estão brincando. Da mesma forma, o homem idoso se encontra com outros cidadãos idosos, que o acompanham a outro prédio próximo. Durante o clímax da música, Carey se junta ao coro, agitando as mãos descontroladamente em direção ao céu, sorrindo e olhando a manhã nublada. Renee Graham do The Boston Globe deu ao vídeo duas das quatro estrelas. Ela elogiou o fato de o vídeo capturar a essência lírica da música e como ela conseguiu retratá-la de uma maneira clara e concisa. Apesar de chamá-lo de "simples", Graham comentou que "os vídeos nunca foram realmente a virtude de Mariah Carey e, francamente, nunca tiveram que ser. Carey tem uma voz assassina, então a última coisa que ela gostaria de fazer era algo que a ofuscasse. Cantando com muita coreografia, enredos complicados ou explosões". O autor Chris Nickson comparou várias partes do vídeo à religião e crença em Deus. Durante essas cenas em que Carey aparece com o coral, ele sentiu que ambos estavam canalizando uma entidade comum através da música; Deus. Além disso, ele alegou que era mais evidente a cada cena que passava do vídeo, pois cada uma das pessoas solitárias olhava para o céu, possivelmente orando ou procurando uma resposta para a solidão. Um vídeo foi encomendado para o mix C+C club da música. Conhecida como a edição de vídeo em C+C, também foi dirigida por Danielle Federici e serve como um adendo aos bastidores do videoclipe principal. Também é filmado em preto e branco, e é composto por clipes de Carey e suas amigas durante as filmagens do vídeo, onde eles conversam, riem e se divertem um com o outro. O marido de Carey na época Tommy Mottola fez uma aparição no vídeo, aparecendo ao lado de Carey durante o segundo verso. O vídeo remix foi posteriormente incluído no lançamento em 1995, Fantasy: Mariah Carey at Madison Square Garden.

## Apresentações ao vivo
Carey promoveu "Anytime You Need a Friend" em várias apresentações televisionadas ao vivo nos Estados Unidos, Europa e Ásia. A performance de Carey da música em um concerto íntimo no Proctor's Theatre em 15 de julho de 1993 foi filmada e lançada como VHS, Here Is Mariah Carey. Carey tocou a música durante uma apresentação ao vivo no Late Show with David Letterman, que foi seguida por uma entrevista sobre o álbum. Durante a apresentação, uma banda ao vivo e vários vocalistas de fundo masculinos e femininos foram apresentados. A promoção na Europa incluiu uma visita e uma apresentação no programa britânico de paradas musicais Top of the Pops, Programa de entretenimento alemão  Wetten, dass..?, Hey Hey It's Saturday na Austrália e na Feira de Música Japonesa de 1993. Para além das várias aparições na televisão, Carey cantou a música durante toda a sua turnês Music Box Tour (1993) e Daydream World Tour (1996). Durante os shows em 1993, Carey apresentou a música como a décima quinta música do set-list e foi apresentada de maneira semelhante à de suas aparições na televisão.
Antes de começar a música, Carey instou a multidão a "nunca ficar sozinha" e "sempre tentar encontrar essa pessoa especial em sua vida". Após o show em Chicago, o crítico do Chicago Tribune, Greg Kot, sentiu que sua performance da música realmente "demonstrou que sua voz de várias oitavas não é uma fabricação de estúdio". Durante seus shows no Tokyo Dome em 1996, Carey exibia um penteado longo e ondulado, enquanto usava um longo vestido preto. Ela cantou a versão original da música, até a metade do último refrão, até se juntar ao remix do C+C. Vários vocalistas de fundo foram novamente apresentados no palco, todos vestindo roupas pretas. No entanto, uma vez que o remix começou, seis dançarinos do sexo masculino fizeram o seu caminho para os lados direito e esquerdo do palco, realizando coreografias pesadas de dança enquanto Carey andava pelo palco. Depois que o remix começou, a iluminação foi alterada. Além da iluminação fluorescente usual usada durante todo o show, foram adicionadas luzes rosa e roxas adicionais ao número, pois serviam para o encerramento dos shows e a música final. Durante seus shows seguintes na Europa, as roupas de Carey foram alteradas, assim como seu penteado. Ela usava um longo vestido branco sem alças e ostentava os cabelos em um estilo de rabo de cavalo alisado. De 1996 a 2019, Carey não apresentou a música ao vivo na televisão ou em suas turnês.
Carey começou a tocar a música pela primeira vez em 23 anos na Caution World Tour em 2019.

## Outras versões
Em uma crítica feita pela Digital Spy para o álbum de estréia de Leona Lewis, Spirit, Nick Levine sentiu a música "Footprints in the Sand" emprestada pesadamente da faixa de Carey, escrevendo "Footprints In The Sand" parece muito preocupada em revisitar o pop-rock de Mariah Carey. obra-prima 'Anytime You Need A Friend'". A canção foi abordada em várias ocasiões diferentes em uma variedade de competições de realidade e talento. Alguns se tornaram muito popularizados pela mídia devido à natureza do desempenho ou do artista. Na quinta temporada do programa de talentos britânico The X Factor, a participante Eoghan Quigg apresentou um cover ao vivo da música durante uma semana temática "Mariah Carey". A música foi escolhida por Simon Cowell, que sentiu que caberia em seus vocais mais jovens. Após a apresentação, ele recebeu elogios de todos os três juízes. Após o final do show, Quigg embarcou em uma turnê ao vivo ao longo de 2009 ao lado dos outros finalistas, tocando a música em cada show ao lado da colega concorrente, Diana Vickers. Da mesma forma, na quarta temporada do reality show America's Got Talent, um trio de crianças chamado Michael, Avery e Nadia, formando juntos "The Voices of Glory", apresentou uma versão ao vivo da música. Seu desempenho foi bem recebido pelos juízes, com David Hasselhoff exclamando "Maravilhoso, maravilhoso, maravilhoso trabalho".

## Faixas e formatos
| CD Maxi-Single austríaco 1. "Anytime You Need a Friend" (versão do álbum) 2. "Anytime You Need a Friend" (Soul Convention Remix) - 7" Vinyl europeu 1. "Dreamlover" – 3:53 2. "Do You Think of Me" – 4:46 3. "Anytime You Need a Friend" (versão do álbum) 4. "Music Box" CD maxi-single europeu 1. "Anytime You Need a Friend" (versão do álbum) 2. "Anytime You Need a Friend" (C+C Radio Mix) 3. "Anytime You Need a Friend" (Soul Convention Remix) 4. "Anytime You Need a Friend" (versão do C+C Club) 5. "Anytime You Need a Friend" (Dave's Empty Pass) | CD maxi-single americano 1 1. "Anytime You Need a Friend" (C+C Club Version) 2. "Anytime You Need a Friend" (Ministry Of Sound Mix) 3. "Anytime You Need a Friend" (Dave's Empty Pass) 4. "Anytime You Need a Friend" (7" mix) CD maxi-single americano 2 1. "Anytime You Need a Friend" (Soul Convention Remix) 2. "Anytime You Need a Friend" (Stringapella) 3. "Anytime You Need a Friend" (Album Version) 4. "Music Box" |

## Créditos e equipe
Esses créditos foram adaptados das notas principais da Music Box.
| - Mariah Carey – co-produção, composição, vocais - Walter Afanasieff – co-produção, composição, teclados, sintetizador, órgão - Michael Landau – guitarra - Cindy Mizelle – vocais secundários - Kelly Price – vocais secundários - Mark C. Rooney – vocais secundários | - Melonie Daniels – vocais secundários - Shanrae Price – vocais secundários - Ren Klyce – programação - Dana Jon Chappelle – engenharia - Bob Ludwig – masterização - Mick Guzauski – mixagem |

## Desempenho nas tabelas musicais e certificação
| Tabela musical (1994)                         | Melhor posição |
| --------------------------------------------- | -------------- |
| Alemanha (Offizielle Deutsche Charts)         | 41             |
| Austrália (ARIA)                              | 12             |
| Áustria (Ö3 Austria Top 75)                   | 25             |
| Bélgica (Ultratop 50 de Flandres)             | 13             |
| Canadá (RPM)                                  | 5              |
| Canadá (The Record')                          | 7              |
| Escócia (Scottish Singles Chart)              | 12             |
| Estados Unidos (Billboard Hot 100)            | 12             |
| Estados Unidos (Billboard Adult Contemporary) | 5              |
| Estados Unidos (Billboard Dance Club Songs)   | 1              |
| Estados Unidos (Billboard R&B/Hip-Hop Songs)  | 22             |
| Estados Unidos (Billboard Mainstream Top 40)  | 5              |
| Estados Unidos (Billboard Rhythmic)           | 14             |
| Europa (European Hot 100 Singles)             | 19             |
| Finlândia (Suomen virallinen lista)           | 1              |
| França (SNEP)                                 | 12             |
| Islândia (Íslenski Listinn Topp 40)           | 9              |
| Irlanda (IRMA)                                | 16             |
| Japão (Oricon Albums Chart)                   | 34             |
| Nova Zelândia (Recorded Music NZ)             | 5              |
| Países Baixos (Dutch Top 40)                  | 10             |
| Países Baixos (Single Top 100)                | 11             |
| Reino Unido (UK Singles Chart)                | 8              |
| Suíça (Schweizer Hitparade)                   | 15             |

| Tabela musical (1994)                           | Melhor posição |
| ----------------------------------------------- | -------------- |
| Canadá (RPM)                                    | 39             |
| Canadá (RPM Adult Contemporary)                 | 23             |
| Estados Unidos (Billboard Hot 100)              | 47             |
| Estados Unidos (Billboard Adult Contemporary)   | 21             |
| Estados Unidos (Billboard Hot Dance Club Songs) | 39             |
| Nova Zelândia (Recorded Music NZ)               | 39             |
| Países Baixos (Dutch Top 40)                    | 121            |
| Reino Unido (Official Charts Company)           | 103            |

| Região                                                                                             | Certificação | Vendas  |
| -------------------------------------------------------------------------------------------------- | ------------ | ------- |
| Austrália (ARIA)                                                                                   | Ouro         | 35,000^ |
| Nova Zelândia (RMNZ)                                                                               | Ouro         | 5,000*  |
| *números de vendas baseados somente na certificação ^distribuições baseadas apenas na certificação |              |         |